# Greny
|  | Per a altres significats, vegeu «Greny (Sena Marítim)». |

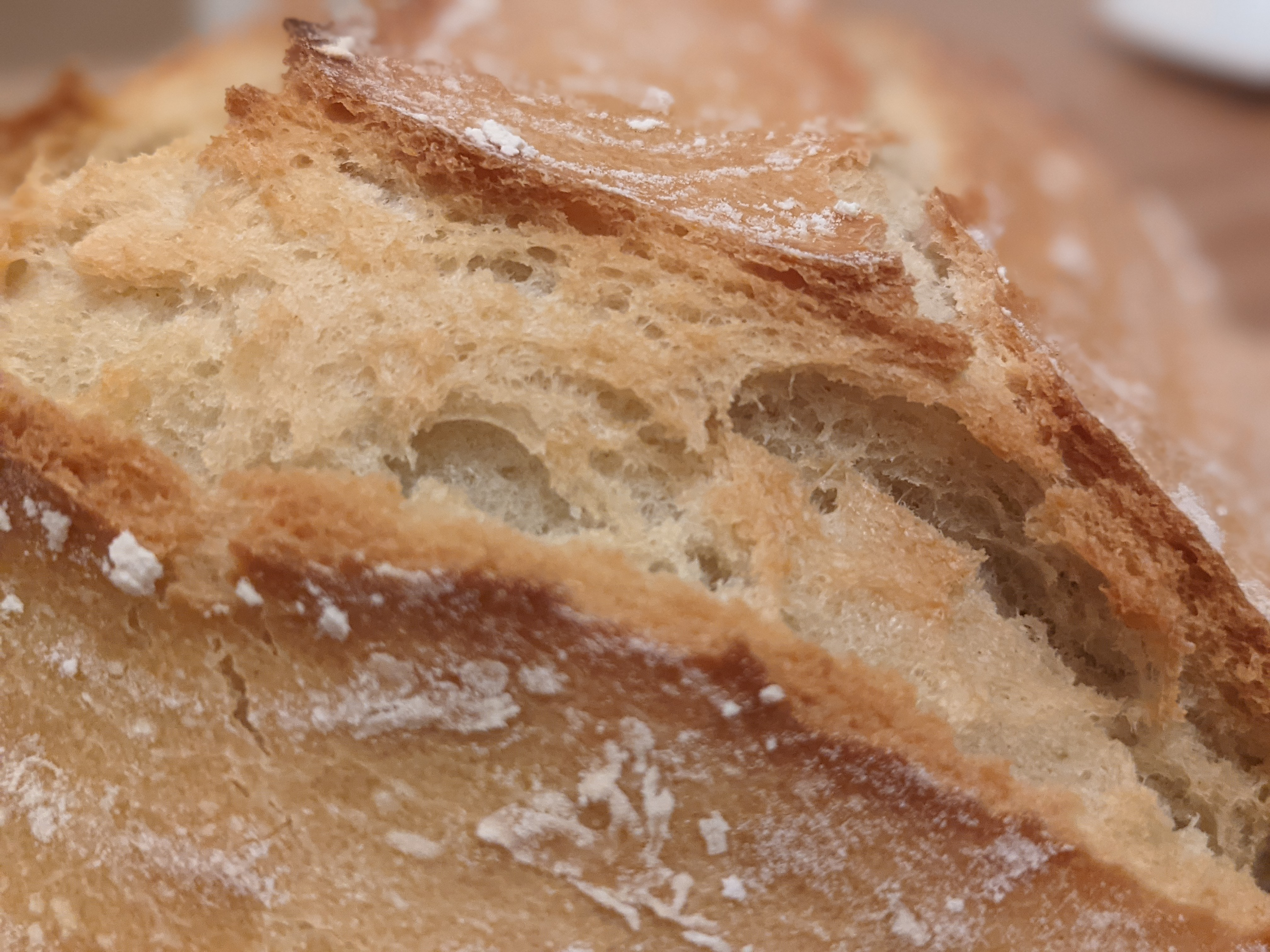
El greny de dalt del pa

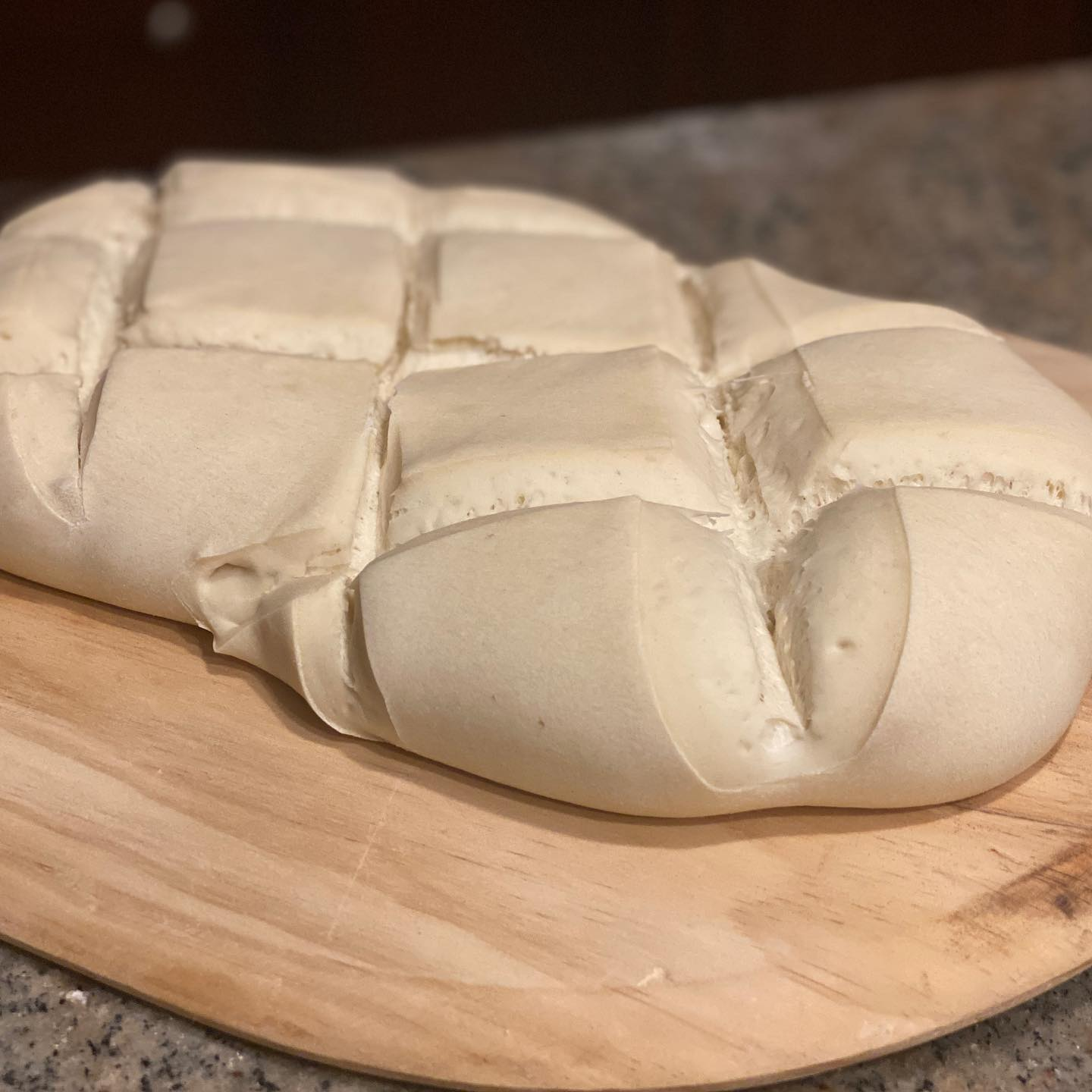
Massa de xeixa fermentant, un cop tallada per dalt

En la indústria alimentària, el greny és el plec superficial del pa, fruit del tall que es fa damunt les peces just abans de ser enfornades. D'aquesta manera s'allibera la humitat continguda a la massa i es cuina de manera homogènia. En cuinar-se, el pa s'expandeix i s'obre pel greny, cosa que li dona la seva aparença característica. El greny fa que el pa sigui més lleuger i voluminós. Depenent de la varietat de pa, el tipus de massa, el forner o la finalitat que es vulgui, el greny pot ser de moltes formes i mides: un de sol fet de manera longitudinal, o diversos disposats en diagonal, dos en forma de creu o fins i tot en espiral, en són algunes de les formes més comunes. També hi ha pans que no cal fer-hi el tall superficial, com ara la xapata, o que ja s'esquerden tots sols, com el pa de pagès.

## Origen
Des de l'Antiguitat fins fa poques dècades, el pa a Europa es feia principalment de forma casolana i després les masses eren portades a un forn comunal on s'enfornaven les de tothom. Es creu que la tècnica de practicar el greny va sorgir de la necessitat de diferenciar els pans de cadascú. Tot i que avui dia ja no hi ha els forns públics, aquesta tècnica s'ha mantingut per les virtuts que té a l'hora de cuinar el pa.

## Tècnica per practicar el greny

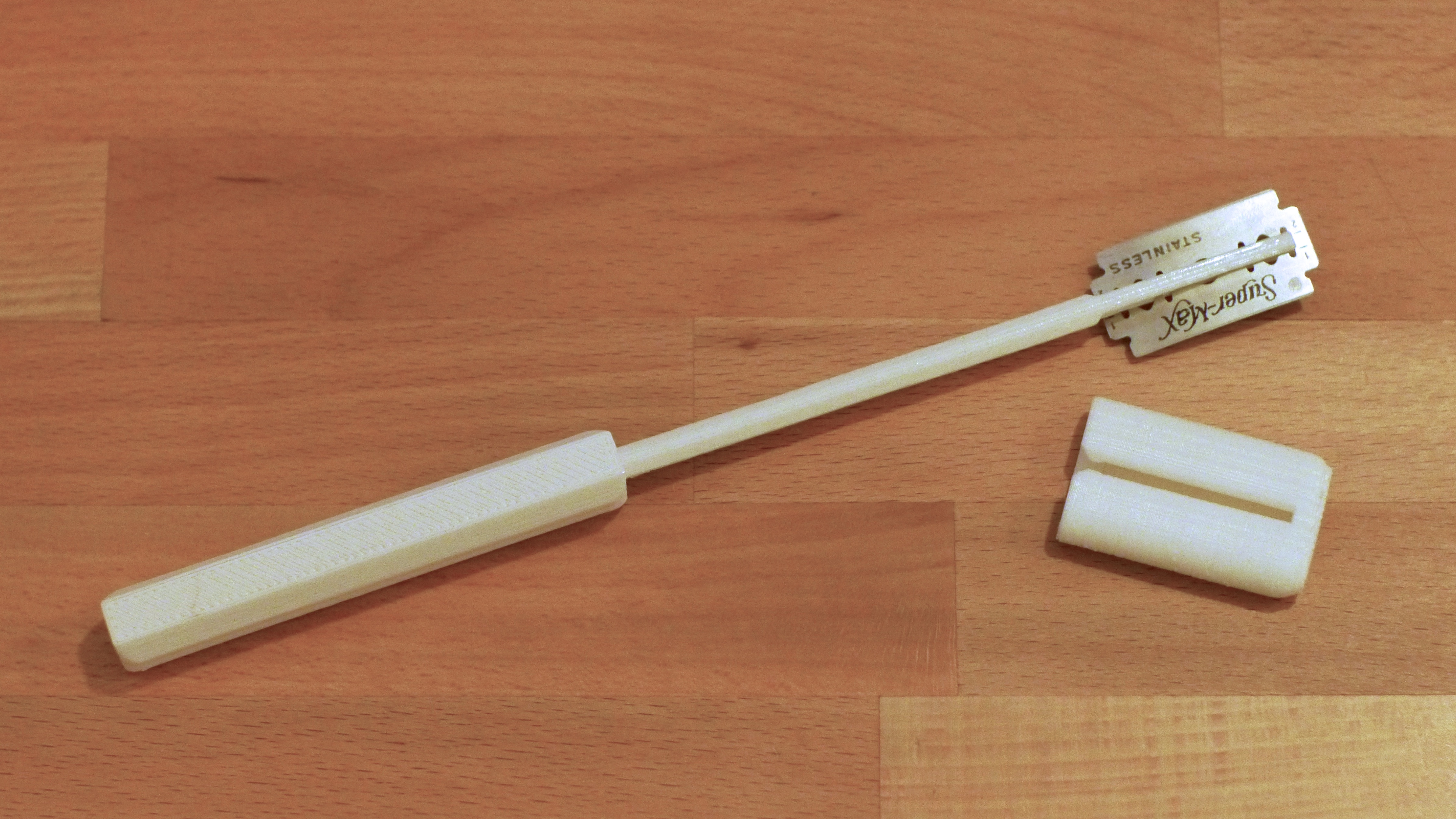
Lame o fulla de forner

Si la massa està ben feta, el gluten formarà una capa o membrana resistent que impedeix l'evaporació de l'aigua de la massa. Per això, cal tallar el pa per dalt, per ajudar-lo a alliberar l'excés d'humitat i CO₂ i, en darrera instància, cuinar-lo. A més, el greny indica al pa per on s'ha d'inflar, evitant que «rebenti» per zones indesitjades.
Hi ha pans, com el de sègol, que per la baixa qualitat del gluten no necessiten que se'ls practiqui el greny per obrir-se. Alguns de blat, com el pa de pagès, tampoc. Aquesta mena de pans tenen la capacitat de formar els seus propis grenys un cop dins el forn.
Depenent del pa, es talla per dalt abans o després de la fermentació.
Les incisions es fan amb un ganivet molt esmolat. Els professionals usen la fulla de forner (coneguda pel nom en anglès, lame, pronunciat /leɪm/), que és similar a la fulla d'afaitar però molt més esmolada. Es recomana fer els grenys amb la fulla inclinada, ja que un greny vertical accelera la pèrdua de gas i en resultarà un pa poc voluminós. El greny vertical es reserva per als pans de xeixa, de massa dura. Depenent de la inclinació i la corba, el greny s'expandeix d'una manera o d'una altra. Com més dura és la massa, més fondo es recomana que sigui el greny.

### Formes principals
- Talls inclinats: és el més comú per als pans de barra, com la baguet. El nombre de talls depèn de la llargària del pa.
- Tall recte longitudinal: se sol fer als panets o als pans de mida petita. El greny recorre el centre del pa d'un extrem a l'altre.
- Tall d'espiga: una línia recta longitudinal, i diverses de laterals en diagonal, que dibuixen una espiga.
- Tall de creu: els grenys en forma de creu permeten una cocció uniforme en pans rodons i de grans dimensions.
- Tall de quadres: els grenys de forma quadrada també es veuen de tant en tant en els pans tradicionals. Es fa a partir de línies horitzontals i verticals, que poden ser de dues a deu o més per banda.
- Tall de fogassa: les incisions són fondes fins al punt de causar grans forats a la massa.
- Tall de diamant: les incisions són diagonals i s'encreuen pels extrems en forma de rombe.

### Resultat
En els forners novells, és freqüent que el greny no surti bé. Si s'obre massa, es corre el risc que hi surti la massa de pa. O bé que es doni l'efecte contrari: s'hi fa el greny però la massa no arriba a inflar-se correctament. Una massa molt hidratada no es deixa tallar bé per dalt, ja que els grenys tendeixen a soldar-se (per això a les xapates no s'hi fan talls). Hi ha, però, una gran varietat de factors que poden contribuir a fer que el greny no surti bé.